# Dorner Ölmotoren
Die Dorner Ölmotoren AG war ein deutscher Kraftfahrzeughersteller aus Hannover.

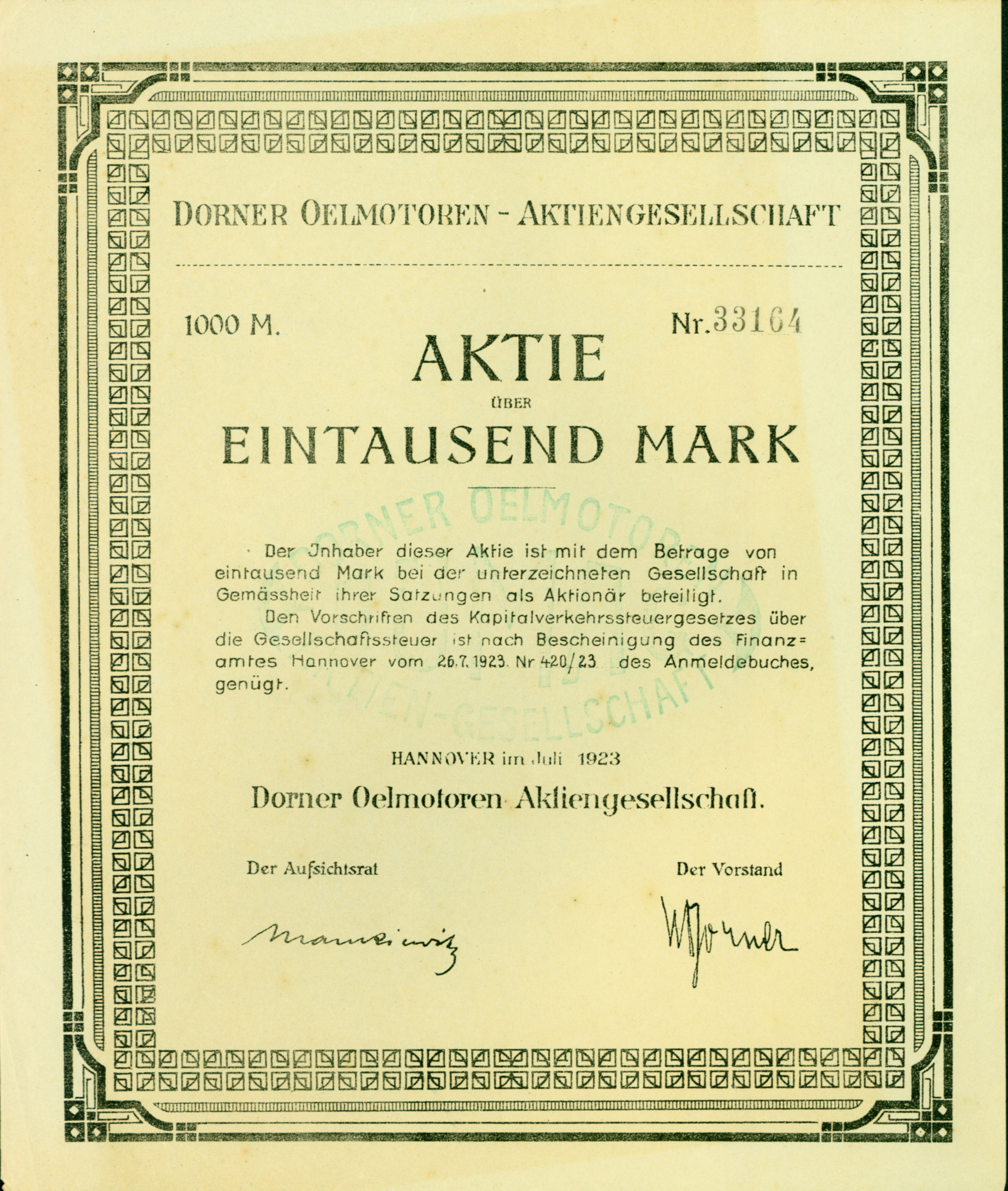
Aktie über 1000 Mark der Dorner Oelmotoren AG vom 1. Juli 1923

## Unternehmensgeschichte
Hermann Dorner gründete 1923 das Unternehmen zur Herstellung von Dieselmotoren. Außerdem stellte das Unternehmen zwischen 1923 und 1924 Automobile her. Etwa 1927 schloss das Unternehmen aufgrund von wirtschaftlichen Schwierigkeiten.

## Fahrzeuge
Das Modell 3/10 PS war weltweit das erste Serienauto mit Dieselmotor.
Für den Antrieb sorgte ein luftgekühlter V2-Motor mit 770 cm³ Hubraum (Bohrung 70 mm, Hub 100 mm), der 4,5 PS (3,3 kW) Leistung bei 1400 min−1 entwickelte.
Daneben gab es eine Version mit einem Einzylindermotor.
Der Dieselmotor arbeitete nach dem Viertaktprinzip.
Das Fahrzeug war ein Kleinwagen mit Frontmotor, Kardanwelle und Hinterradantrieb.
Die Angaben zu den produzierten Stückzahlen schwanken zwischen etwa 10, 24 und etwa 25.

## Motoren
1926 stellte das Unternehmen Vierzylinder-Dieselmotoren für die Max Jüdel AG in Osnabrück her; Hermann Dorner war ab 1927 in den USA im Auftrag von Packard maßgeblich an der Entwicklung des ersten Dieselmotors für die Luftfahrt, dem Packard DR-980, beteiligt.